# Tenthredopsis
Tenthredopsis is een geslacht van  echte bladwespen (Tenthredinidae).

## Soorten
- T. albonotata (Brullé, 1832)
- T. annuligera (Eversmann, 1847)
- T. auriculata C. G. Thomson, 1870
- T. balcana (Mocsary, 1880)
- T. benthini Rudow, 1871
- T. cabrerae Konow, 1898
- T. carinata Malaise, 1931
- T. coquebertii (Klug, 1817)
- T. corcyrensis (Ed. Andre, 1881)
- T. crassiuscula A. Costa, 1894
- T. floricola (A. Costa, 1859)
- T. friesei (Konow, 1884)
- T. hungarica (Klug, 1817)
- T. kokuewi Jakovlev, 1891
- T. lactiflua (Klug, 1817)
- T. ligata Konow, 1903
- T. litterata (Geoffroy, 1785)
- T. macedonica Cingovski, 1958
- T. moscovita (Ed. Andre, 1881)
- T. nassata (Linnaeus, 1767)
- T. nebrodensis A. Costa, 1894
- T. nigella Konow, 1891

- T. nivosa (Klug, 1817)
- T. ornata (Serville, 1823)
- T. ornatrix Konow, 1890
- T. putoni Konow, 1886
- T. quadriforis Konow, 1898
- T. quadriguttata A. Costa, 1859
- T. romana Konow, 1894
- T. scutellaris (Fabricius, 1804)
- T. semirufa Kriechbaumer, 1884
- T. sordida (Klug, 1817)
- T. stigma (Fabricius, 1798)
- T. tarsata (Fabricius, 1804)
- T. tessellata (Klug, 1817)
- T. tischbeinii (Frivaldszky, 1876)